# Марія Беньковська
Беньковська Марія (*21 липня 1904) — польська перекладачка.
Для книги «Поезії» Тараса Шевченка (Варшава, 1936) переклала вірші «Ой гляну я, подивлюся», «Ой три шляхи широкії», «Якби мені черевички» та «У тієї Катерини».